# Camden (Carolina do Sul)
Camden é uma cidade localizada no estado norte-americano da Carolina do Sul, no Condado de Kershaw.

## Demografia
Segundo o censo norte-americano de 2000, a sua população era de 6 682 habitantes.
Em 2006, foi estimada uma população de 7022, um aumento de 340 (5,1%).

## Geografia
De acordo com o United States Census Bureau tem uma área de 25,3 km², dos quais 25,0 km² cobertos por terra e 0,3 km² cobertos por água.

## Localidades na vizinhança
O diagrama seguinte representa as localidades num raio de 32 km ao redor de Camden.